# 天主教聖菲德安蒂奧基亞總教區
天主教聖菲德安蒂奧基亞總教區（拉丁語：Arcidioecesis Sanctae Fidei de Antioquia）是哥倫比亞一個羅馬天主教總教區，下轄四個教區。
教區成立於1804年8月31日，1915年1月29日赫里科教區分出，1917年2月5日合併，至1941年7月3日撤銷。1988年6月16日升為總教區並易名至今。
教區位於安蒂奧基亞省中西部18市，2010年有教友249,000人，佔轄區總人口91.5%。教區下轄四十八個堂區，有九十七名司鐸。現任教區總主教為奧蘭多·安多尼·科拉萊斯·加西亞。